# Stefan Krell
Stefan Krell (* 12. Juni 1992 in Wien) ist ein österreichischer Fußballtorwart.

## Karriere
Krell begann seine Karriere in seiner Heimatstadt beim SR Donaufeld Wien. 2001 wechselte er zum FK Austria Wien. Nach einem Jahr bei der Austria kam er 2002 zum FC Stadlau. 2006 ging er nach Niederösterreich in die AKA St. Pölten.
Nach zwei Saisonen in der Akademie wechselte er 2008 zum Regionalligisten FAC Team für Wien. Zur Saison 2010/11 kehrte er zur Austria zurück, wo er sich der drittklassigen Amateurmannschaft anschloss. Nachdem Pascal Grünwald nach einer Leistenoperation ausgefallen war, stand Krell im Dezember 2011 erstmals als Ersatztorwart im Profikader.
Zur Saison 2012/13 kehrte er zum FAC zurück. Im Jänner 2013 wurde er an den Zweitligisten TSV Hartberg verliehen. Sein Debüt für die Steirer in der zweiten Liga gab er im April 2013, als er am 26. Spieltag der Saison 2012/13 gegen den SCR Altach in der Startelf stand.
Nach einem halben Jahr bei Hartberg wechselte er im Sommer 2013 zum SC-ESV Parndorf 1919. Mit den Burgenländern musste er allerdings 2014 in die Regionalliga absteigen. Nachdem er in der Abstiegssaison noch Ersatztorwart gewesen war und nur auf zwei Einsätze in der zweiten Liga gekommen war, wurde er in der Regionalliga Ost unangefochtener Stammtorwart. Sowohl in der Saison 2014/15 als auch in der Saison 2015/16 stand er in allen 30 Ligapartien im Tor der Parndorfer. Nachdem er über zwei Jahre keine Ligaminute verpasst hatte, trat dies im März 2017 schließlich ein, als er gegen die Amateure des FC Admira Wacker Mödling in der Halbzeitpause durch Bernhard Pulker ersetzt wurde.
Im Juli 2017 wechselte er zum Ligakonkurrenten SV Horn. Mit Horn konnte er 2018 in die 2. Liga aufsteigen. Im Februar 2019 wurde er an die Zweitmannschaft des Bundesligisten FC Wacker Innsbruck verliehen. Nach dem Ende der Leihe kehrte er nicht mehr zu Horn zurück.
Daraufhin wechselte er zur Saison 2019/20 nach Rumänien zum Zweitligisten FC Dunărea Călărași. In zwei Spielzeiten bei Dunărea kam er zu 22 Einsätzen in der Liga II. Nach der Saison 2020/21 verließ er den Verein. Daraufhin wechselte er zur Saison 2021/22 zum Drittligisten CS Sporting Roșiori. Diesen verließ er nach einer Saison wieder. Nach mehreren Monaten ohne Klub schloss er sich im März 2023 Ceahlăul Piatra Neamț an. Mit dem Team stieg er zu Saisonende in die Liga II auf, in der er in der Saison 2023/24 18 Partien machte.
Zur Saison 2024/25 wechselte Krell zum Erstligisten AFC Unirea Slobozia. Für Unirea kam er zu zwölf Einsätzen in der Liga 1. Zur Saison 2025/26 wechselte er zum Ligakonkurrenten Petrolul Ploiești.